# هيلبوند: باعث الجحيم II (فلم)
هيلبوند: باعث الجحيم II (بالإنجليزية: Hellbound: Hellraiser II) هو فيلم رعب تم إنتاجه في الولايات المتحدة والمملكة المتحدة وصدر سنة 1988 بطولة دوغ برادلي وهو الجزء الثاني في سلسلة أفلام الرعب «باعث الجحيم».

## القصة
بعد قتل والدها وزوجة أبيها على يد الكينوبيين ، يتم إرسال كيرستي كوتون إلى مستشفى للأمراض النفسية. حتى بعد محاولة إقناع السلطات بما حدث لكن لا أحد يصدق قصتها يدير المستشفى شخص غريب وهو «الدكتور شانارد» الذي كان يبحث عن مفتاح لبعد أخر وهو الوحيد الذي يصدق قصتها لأنه يريد أن يعيد إحياء زوجته الميتة لكنه لا يدري أن الأمور لن تسير كما يريد.

## الميزنية والإيرادات
حقق الفيلم أرباح تقدر بـ 12 مليون دولار.

## وصلات خارجية
مقالات تستعمل روابط فنية بلا صلة مع ويكي بيانات